# Stylophorum diphyllum
Stylophorum diphyllum là một loài thực vật có hoa trong họ Anh túc. Loài này được (Michx.) Nutt. miêu tả khoa học đầu tiên năm 1818.

## Hình ảnh

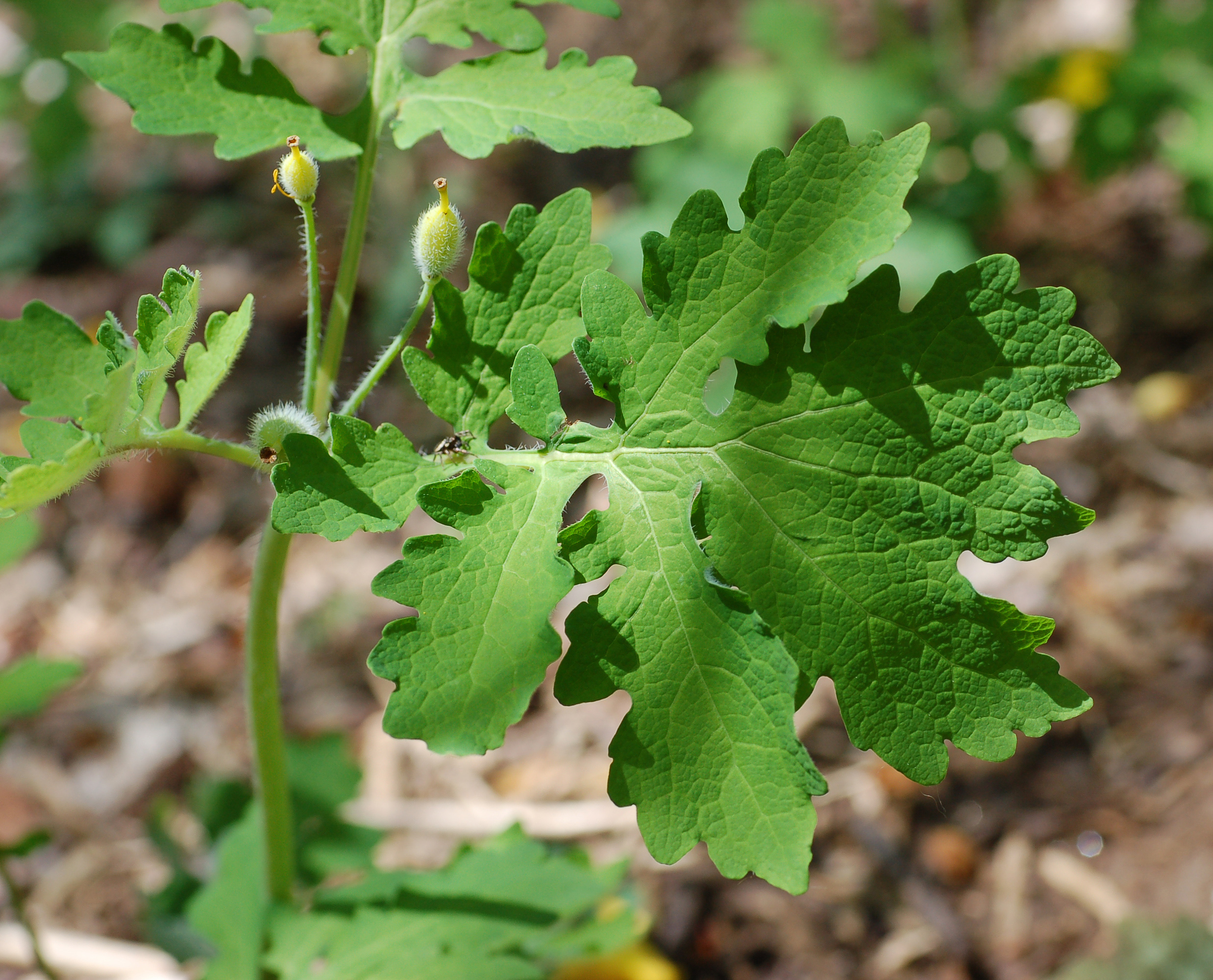
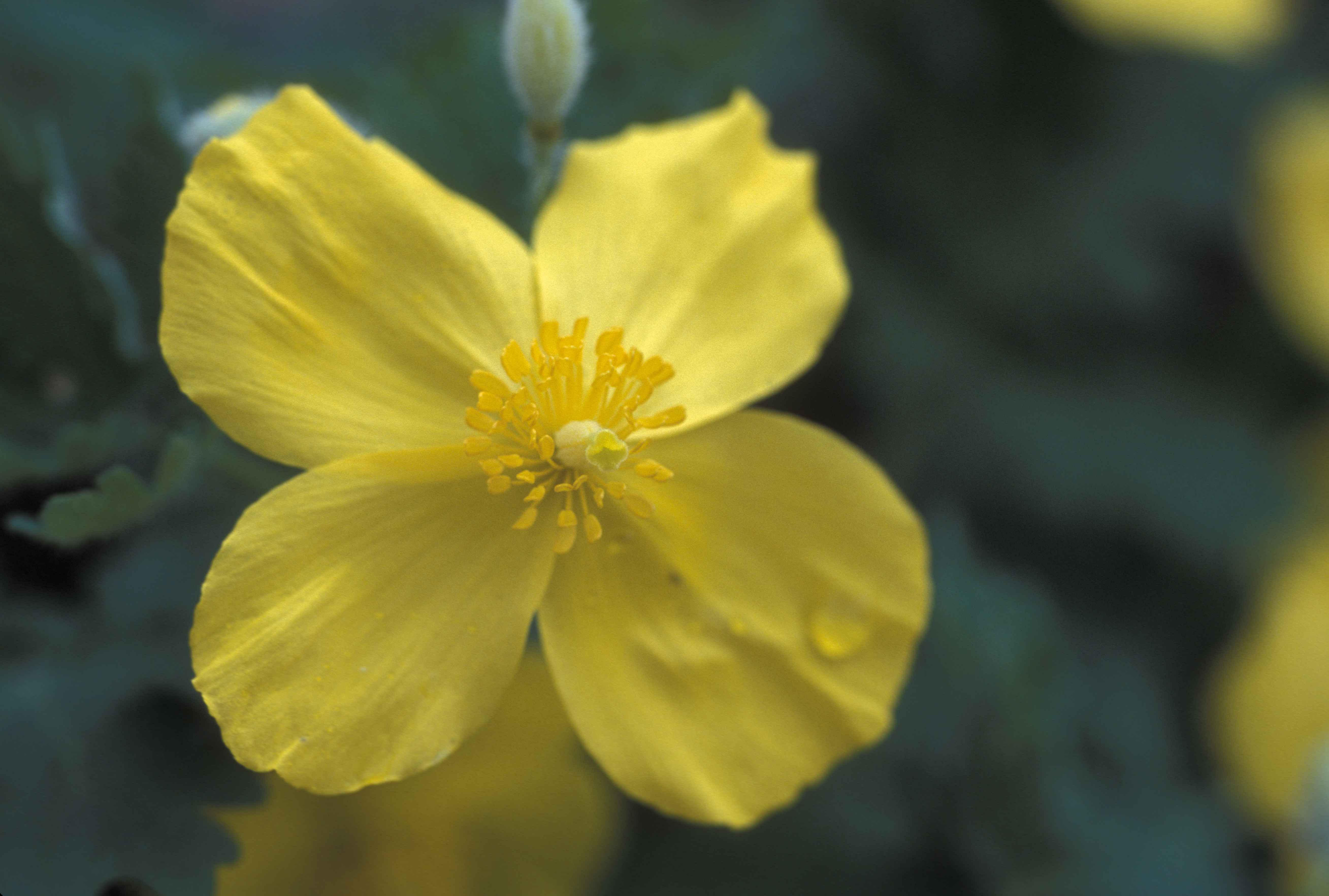
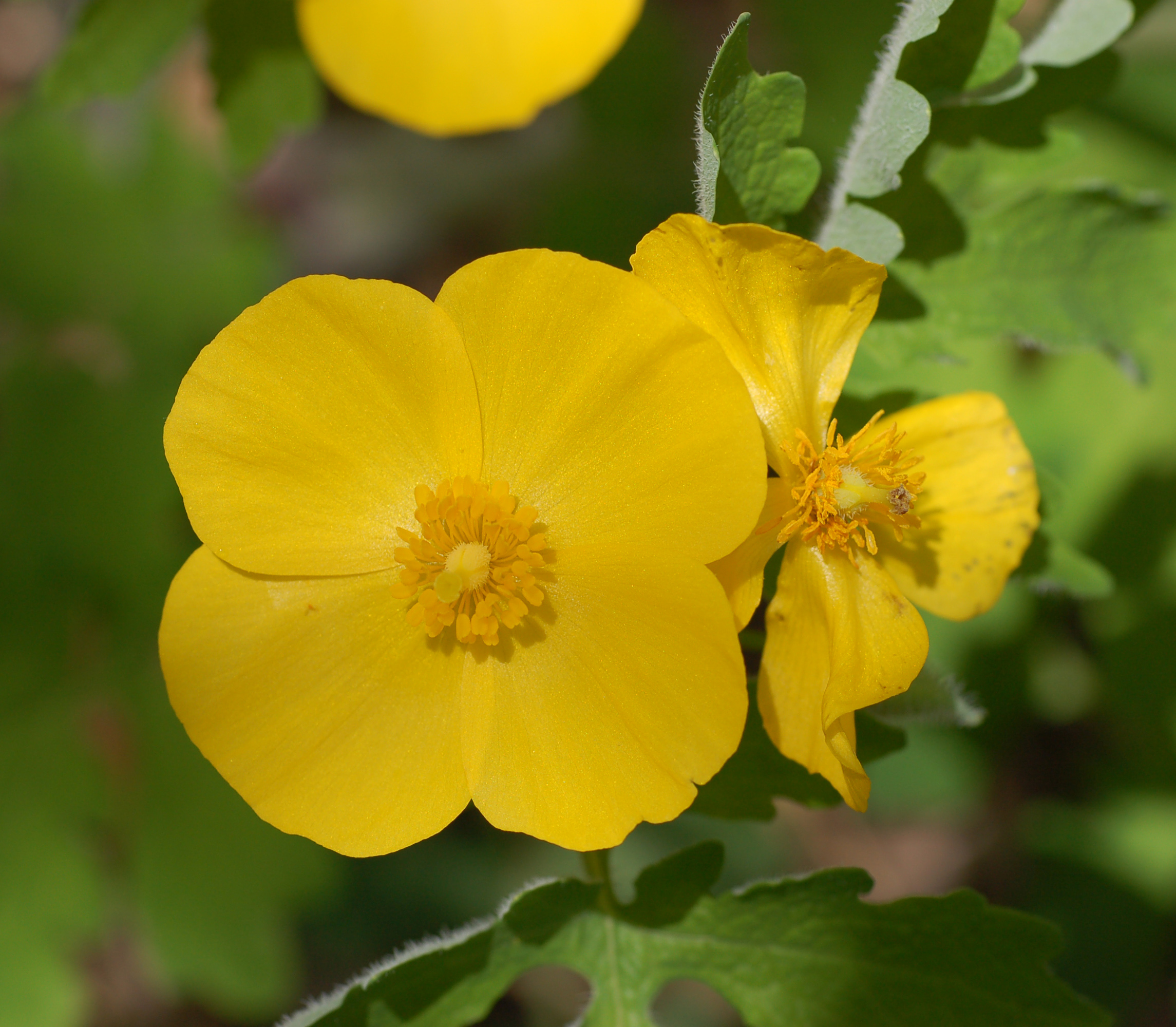
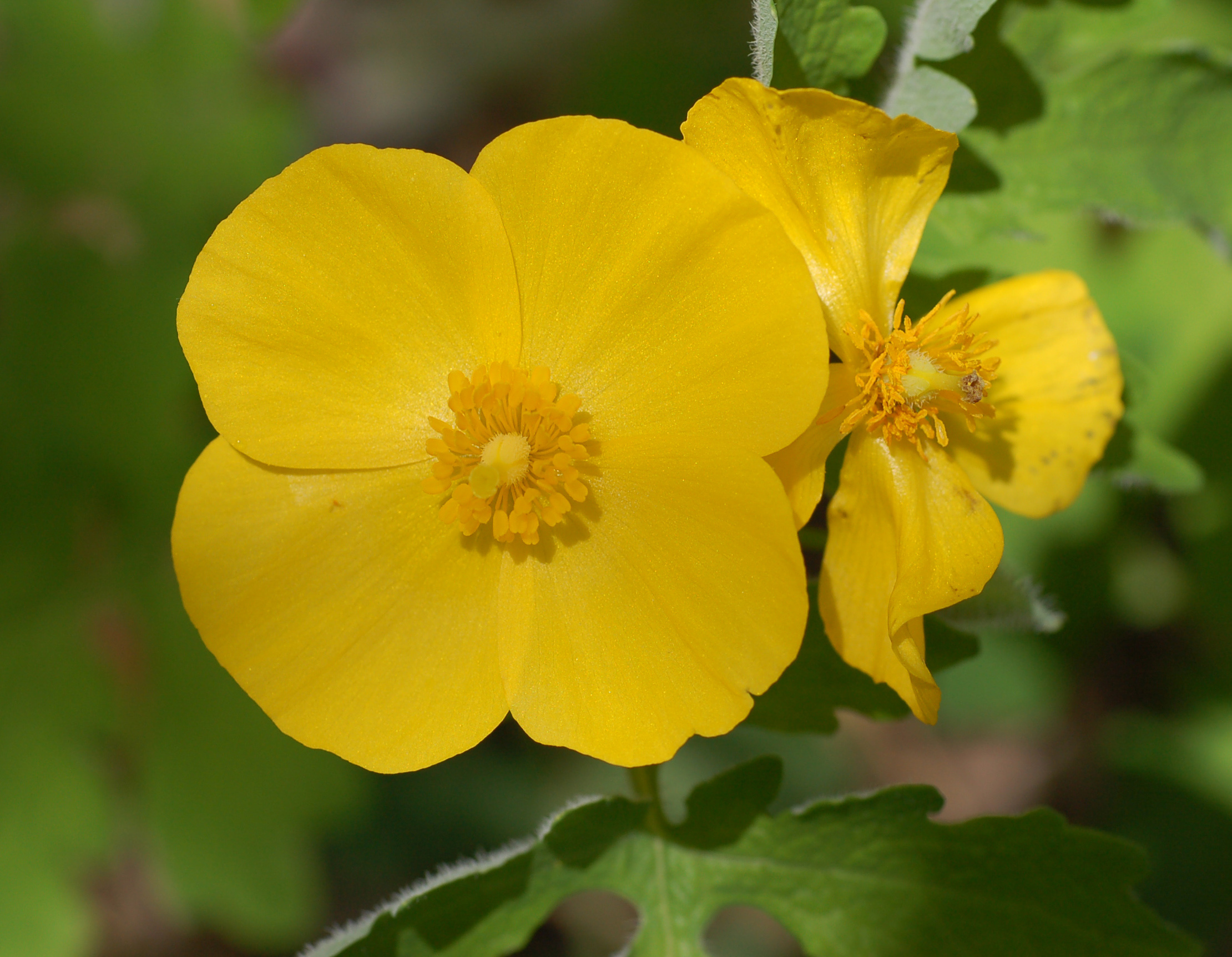